# Sergej Michajlovič Slonimskij
Sergej Michajlovič Slonimskij (in russo Сергей Михайлович Слонимский?; Leningrado, 12 agosto 1932 – San Pietroburgo, 9 febbraio 2020) è stato un compositore e pianista sovietico  e russo.
Artista del Popolo della RSFS Russa nel 1987, insignito del Premio di Stato della RSFSR (1983) e della Federazione Russa (2001), membro dell'Unione dei compositori dell'URSS dal 1959, ha composto 34 sinfonie, otto opere, tre balletti, musiche da camera e vocali, colonne sonore per film e musiche per allestimenti teatrali.